# Pontarlier
Pontarlier är en kommun och stad i departementet Doubs i regionen Bourgogne-Franche-Comté i östra Frankrike. Kommunen ligger i kantonen Pontarlier som tillhör arrondissementet Pontarlier. År 2022 hade Pontarlier 17 928 invånare.
Pontarlier är känd för sin ur- och likörtillverkning och handel med ost. Den ligger sju kilometer från den schweiziska gränsen vid floden Doubs utmed järnvägslinjen Dijon-Neuchâtael. Sydost om staden ligger det befästa bergspassen La Cluse längs en gammal betydelsefull vägsträckning över Jurabergen.

## Befolkningsutveckling
Antalet invånare i kommunen Pontarlier
Referens:INSEE